# Juazeiro do Norte
Juazeiro do Norte è un comune del Brasile nello Stato del Ceará, parte della mesoregione del Sul Cearense e della microregione di Cariri.
Juazeiro è noto per essere stato a lungo residenza del carismatico presbitero e politico Padre Cícero (Cícero Romão Batista) (1844-1934). Ogni novembre si svolge un pellegrinaggio in suo onore, che attira migliaia di devoti. 
Padre Cicero fu dichiarato Servo di Dio nel 20 agosto 2022 dalla Santa Sede, quando fu autorizzata l'apertura del processo di beatificazione e canonizzazione.